# Guru Meditation
Die Guru Meditation ist eine Fehlermeldung, die in einigen Versionen des Computersystems Amiga auftreten kann. Später wurde sie auch für schwerwiegende Fehler in anderer Software verwendet.

## Beschreibung
Jede aufgetretene Guru Meditation enthält die Adresse, an der der Fehler aufgetreten ist, und eine Codenummer, die einem Programmierer Rückschlüsse darauf erlaubt, welcher Fehler aufgetreten ist. An erster Stelle der Codenummer stehen zwei Ziffern für die Subsystem-ID, wobei ein Subsystem die CPU, eine library, ein device, eine resource oder Ähnliches sein kann. Für einen nicht behebbaren Fehler wird das höchste Bit der Subsystem-ID gesetzt, die erste Ziffer also um 8 erhöht. Dann folgen zwei Ziffern allgemeiner Fehlercode, die benutzt werden, um Speichermangel oder fehlgeschlagenes Öffnen eines Subsystems anzuzeigen. Die letzten vier Ziffern geben subsystemspezifische Informationen über die Art des Fehlers.
Die Guru Meditation kann durch Mausklick verlassen werden: Die linke Taste führt zum Neustart des Rechners, und die rechte Taste startet den im ROM befindlichen Debugger bzw. ROMWack, der sich über ein an die serielle Schnittstelle (Schnittstellenparameter: 9600, 8-N-1) angeschlossenes Terminal bedienen lässt.

## Begriffsgeschichte
Der Begriff geht auf die Programmierer des Amiga-Betriebssystems zurück. Amiga Inc. stellte das sogenannte Joyboard her. Es sieht wie ein breites Skateboard aus und steht auf einem Kugelgelenk. Es arbeitet wie ein Joystick, wenn man sich zu einer Seite lehnt. Die Programmierer benutzten das Joyboard zum Entspannen und Beruhigen, wenn ein Fehler auftrat. Sie setzen sich wie ein indischer Guru auf das wackelige Brett und meditierten so lange, bis das Joyboard ruhig und bewegungslos blieb. In der Zeit konzentrierten sie sich auf das Problem und überlegten, was passiert sein könnte. Sobald sie entspannt waren, gingen sie locker wieder ans Programmieren. R.J. Mical wollte sogar ein Spiel schreiben, das schnelle Entspannung mit Punkten belohnt. Statt in eine High-Score-Liste sollte man ins Nirwana kommen. Da jeder Systemabsturz ein Grund zum Meditieren ist, nannten sie die Fehlermeldung, die einen Absturz anzeigt, Guru Meditation.

## AmigaOS
Bis AmigaOS 1.3 wird ein Softwarefehler nicht durch ein Error oder Ähnliches angezeigt, sondern durch einen roten Rahmen, der die Beschreibung des Fehlers enthält und mit Guru Meditation betitelt ist. Auch wenn die Meldung ab AmigaOS 2.0 nur noch Software Failure lautet, hat sich der Name eingebürgert.

## Andere Software
Die Visualisierung von Fehlern als Guru Meditation findet sich auch auf anderen Betriebssystemen wie Windows, etwa als Skriptfehlermeldung in der Anwendung Winamp, wieder. Auch in der Virtualisierungssoftware VirtualBox findet sich diese Bezeichnung wieder, da bei schwerwiegenden Fehlern in der virtuellen Maschine eine Fehlermeldung namens Guru Meditation ausgegeben wird. Im PC-Spiel Gothic 3 erscheint bei schwerwiegenden Fehlern ein Fenster mit dem Titel „Where is the Guru?“. Auch der Webbeschleuniger Varnish zeigt bei der Fehlermeldung 503 (wenn beispielsweise der dahinterliegende Apache2 nicht antwortet) die Zeichenkette „Guru Meditation:“.
In der embedded Platform ESP32 (Entwicklungsumgebung ESP-IDF) werden CPU Exceptions als englisch Guru Meditation Error of type … ausgegeben.